# Aristóbulo
Aristóbulo de Alejandría fue un filósofo peripatético judío que vivió en Alejandría hacia el 150 a. C. Dedicó a Ptolomeo VI una obra en griego de la que solo nos quedan unos fragmentos. En ella trata de armonizar las teorías filosóficas de aquellos tiempos con la doctrina de Moisés para propagar el judaísmo entre los paganos. Trata asimismo de demostrar que Pitágoras, Sócrates, Platón, etc., habían bebido sus ideas de la tradición hebrea. Este filósofo fue utilizado por autores cristianos que quisieron acercar el cristianismo a la tradición griega.
Sólo nos han llegado unos pocos fragmentos de sus trabajos, aparentemente titulados Comentarios a los escritos de Moisés, citados por Clemente de Alejandría, Eusebio de Cesarea y otros escritores teológicos, pero son suficientes para mostrar sus intenciones. Eusebio ha preservado dos fragmentos de ellos, en los que se encuentran todas las acotaciones a Aristóbulo realizadas por Clemente. Además, se conserva un pequeño fragmento relacionado con el tiempo de Pascua citado por Anatolio.